# Fritz Hippler
Fritz Hippler (ur. 17 sierpnia 1909, zm. 22 maja 2002 w Berlinie) – niemiecki filmowiec, szef departamentu filmu w Ministerstwie Propagandy. Najbardziej jest znany z reżyserii filmu Wieczny Żyd.

## Młodość i edukacja
Hippler dorastał w Berlinie jako syn urzędnika niskiego szczebla. Jego ojciec zmarł w 1918 roku we Francji podczas I wojny światowej. Hippler był przeciwnikiem Traktatu wersalskiego i nie zgadzał się z takimi jego postanowieniami jak np. Korytarz polski, demilitaryzacją Nadrenii i rozbrojenia Niemiec i traktował je jako upokarzające, a ponadto odrzucał weimarską demokrację. W 1927 roku, jako student, został członkiem NSDAP. Studiował prawo oraz był członkiem Teutonii w Heidelbergu i Berlinie. W 1932 roku został okręgowym mówcą NSDAP, a w 1933 roku został mianowany liderem okręgowych szkół wyższych w Berlinie i Brandenburgii w Narodowosocjalistycznej Federacji Studentów Niemieckich. Następnie rozpoczął studia z zakresu prawoznawstwa w Heidelbergu i później w Berlinie. Przyłączył się do studenckiego zrzeszenia Teutonia i uczęszczał na uczelniane zajęcia z szermierki.
Hippler był zwolennikiem ekspresjonizmu. Jako lider Narodowosocjalistycznej Niemieckiej Ligi Studentów w Berlinie, organizował wystawy na Uniwersytecie Humboldta w Berlinie dla malarzy ekspresjonistycznych, spowodowało to gwałtowną krytykę ze strony Rosenberga.
W 1932 roku został wydalony z uczelni w Berlinie za podburzanie do przemocy. 19 kwietnia 1933 roku nowy narodowosocjalistyczny minister edukacji Bernhard Rust zniósł wszelkie kary dyscyplinarne dla studentów, którzy byli członkami NSDAP, w ten sposób Hippler został przywrócony w prawach studenta. 22 maja 1933 roku wygłosił mowę rozpoczynającą marsz studentów z ich domu na Oranienburgerstrasse do Placu Operowego, gdzie spalono książki, które podczas marszu nieśli studenci.
Hippler był później zaangażowany w spór dotyczący reżyserii i polityki wobec sztuki. Pomimo że był zadowolony z antysemickiej polityki w sztuce, w rezultacie czego wyrzucono tę formę sztuki z muzeów i zwalczano handlarzy pochodzenia żydowskiego, w lipcu 1933 roku skrytykował na zjeździe Narodowosocjalistycznej Niemieckiej Ligi Studentów w sali wykładowej uniwersytetu w Berlinie ostre akcje niektórych nazistowskich kół przeciwko niemieckim artystom współczesnym jak np. Nolde i Barlach oraz grupie artystycznej Die Brücke. Część nazistowskiego kierownictwa przedstawiała ich jako sztukę zdegenerowaną.

## Kariera filmowa
Po otrzymaniu doktoratu w 1934 roku, Hippler został wykładowcą na German University of policy w Berlinie. Od 1936 roku pracował jako asystent Hansa Weidemanna angażując się w pracę przy produkcji niemieckich kronik filmowych. Wtedy nauczył się reżyserowania filmów dokumentalnych. W sierpniu 1939 roku Joseph Goebbels awansował 29-letniego Hipplera na szefa departamentu filmowego w ministerstwie. W lutym 1942 roku został mianowany do zrzeszenia reżyserów filmowych. Pełniąc te dwie funkcje stał się drugą po Goebbelsie, najważniejszą osobą odpowiadającą za filmy w III Rzeszy. W październiku roku 1942 został dyrektorem w ministerstwie. Do jego zadań należała kontrola, nadzór I kierowanie niemieckim przemysłem filmowym.
W 1938 roku Hippler został awansowany na stopień hauptsturmführerra (kapitana) SS (według Veita Harlana Hippler bardzo lubił nosić mundur SS).
Do ministerialnych funkcji Hipplera należała także produkcja filmów. Na przełomie 1939/1940 roku był on odpowiedzialny za film Feldzug in Polen. W 1940 roku był odpowiedzialny za produkcję i projekt filmu dokumentalnego Wieczny Żyd. Frank Noack nazwał film jako „prawdopodobnie najbardziej radykalnie podburzający film wszech czasów”. Artykuł Hipplera w magazynie „Film” wyraźnie przedstawia Żydów jako „pasożytujących na narodowej degeneracji”. Film służył przygotowaniu i uzyskaniu aprobaty społeczeństwa wobec nadchodzącego Holocaustu i był głównie używany jako film treningowy dla policji i członków SS. W tym samym roku otrzymał od Hitlera specjalną, tajną darowiznę w wysokości 60 000 reichsmarek w uznaniu jego zasług dla Rzeszy.
Obok Wiecznego Żyda, w roku 1940 zrealizował także Feldzug in Polen – film dokumentalny o inwazji i okupacji Polski oraz Die Frontschau, który jest serią krótkich filmów o żołnierzach przed wysłaniem na front wschodni. W 1942 roku opublikował książkę o teorii filmu zatytułowaną Betrachtungen zum Filmschaffen (pol. „Rozważania nad filmowaniem”), która zawierała przedmowę Emila Janningsa
W 1943 roku awansowano go do stopnia Obersturmbannführera.

## Konflikt z Goebbelsem
Goebbels często krytykował niedostatki i wady swoich podwładnych. Na początku 1939 roku Goebbels zanotował w swoich pamiętnikach, że Hippler jest inteligentny, ale bezczelny i całkowicie „sprzeczny”, a także niedojrzały. Goebbels narzekał wielokrotnie na dezorganizację wydziału filmu. Hippler cierpiał na uzależnienie od alkoholu, co stało się powodem zwolnienia go w czerwcu 1943 roku. Pojawiły się także oskarżenia o to, że jego prababcia miała żydowskie pochodzenie.
W marcu 1943 roku po wysłuchaniu różnych opinii Goebbels zwolnił go z funkcji Reichsfilmsuperintendanta. Następnie został wysłany do batalionu piechoty, gdzie przeszedł trening w górach. Po pewnym czasie został zwolniony ze służby i do lutego 1945 roku był operatorem kamery przy produkcji materiałów do kroniki filmowej. 3 maja 1945 roku w Hamburgu stał się brytyjskim jeńcem wojennym.

## Lata powojenne
Po wojnie został internowany, a następnie skazany na dwa lata więzienia.
W 1983 roku udzielił wywiadu Billowi Moyersowi w programie telewizji PBS Walk Through the 20th Century. W roku 2001, w telewizyjnym filmie Uprising, Hipplera zagrał Cary Elwes, a w 2010 roku w filmie Jew Suss: Rise and Fall w rolę Hipplera wcielił się Ralf Bauer.
Hippler zmarł 22 maja 2002 roku w Berlinie.

## Filmografia

### Reżyseria
- 1943: Im Wald von Katyn
- 1940: Wieczny Żyd (Der Ewige Jude)
- 1940: Feldzug in Polen
- 1938: Wort und Tat

### Producent
- 1941: Sieg im Westen

### We własnej osobie
- 2001: Jud Süß – Ein Film als Verbrechen?
- 1988: Eye of the Dictator